# Роберт де Куртене-Шампиньель
Роберт де Куртене (фр. Robert de Courtenay-Champignelles; 1168—1239) — сеньор де Шампиньель, великий кравчий Франции, представитель дома Куртене — боковой ветви Капетингов; сын Пьера I де Куртене, младший брат латинского императора Пьера II де Куртене. 

## Биография
Отец Роберта, Пьер I де Куртене, был одним из младших сыновей короля Людовика VI Толстого. Мать, Елизавета, — наследница рода Куртене. Роберт получил от родителей несколько мелких сеньорий на границе Шампани и Бургундии: Шампиньель, Шато-Ренар, Шарни.
Роберт де Куртене активно поддерживал своего кузена короля Филиппа II Августа. Он принимал участие в завоевании Нормандии (за что получил от короля замки Нонанкур и Конш) и в альбигойских войнах.
В 1216 году Пьер II де Куртене отправился в Константинополь, чтобы получить корону латинского императора. Роберт не последовал за старшим братом. Вместо этого он присоединился к принцу Людовику, которого местные бароны пригласили занять английский престол. В катастрофическом сражении при Линкольне войска Людовика были разгромлены, и участвовавший в битве Роберт де Куртене оказался в плену. Через несколько недель он был отпущен англичанами.
В 1223 году Людовик VIII занял место своего умершего отца. Вскоре он наградил своего соратника Роберта де Куртене почетным чином великого кравчего.
С именем Роберта де Куртене-Шампиньель связано строительство аббатства Нотр-Дам де Бовуар в местечке Мармань.
Роберт умер в 1239 году в Палестине. Возможно, он принимал участие в Крестовом походе баронов. Согласно завещанию он похоронен в фамильном аббатстве рода Куртене — Фонтенжан.

## Семья и дети
Был женат дважды.
∞ Констанция де Туси, дочь Итье III, сеньора де Туси. Дочь:
- Бланка (ум. 1268), жена Людовика I, графа Сансера.

∞ Маго де Меэн-сюр-Йевр, дочь и наследница Филиппа де Меэн-сюр-Йевр. Дети:
- Пьер (ок. 1218—1250), унаследовал от отца Конш. Женат на Петронилле де Жуаньи. Его дочь - Амиция (1250-1275) - жена Роберта II Благородного граф де Артуа (1250-1302).
- Филипп (ум. 1245/46), унаследовал от отца Шампиньель.
- Роберт (1224—1279), епископ Орлеана (1258—1279).
- Жан (1226—1270), архиепископ Реймса (1266—1270).
- Гильом (ум. 1280), женат на Маргарите де Венези.
- Рауль, сеньор д’Илье. Служил Карлу I Анжуйскому, за участие в завоевании Сицилии награждён титулом графа Кьети. Женат на Алисе де Монфор, графине Бигорра.
- Изабелла (ум. 1257), в первом браке за Рено III де Монфокон, во втором браке за Жаном I, графом Шалона.